# Yuntai Lu
Yuntai Lu (chiń. 云台路站) – stacja metra w Szanghaju, na linii 7. Zlokalizowana jest pomiędzy stacjami Yaohua Lu i Gaoke Xi Lu. Została otwarta 5 grudnia 2009.